# Geoinformacja
Geoinformacja – dyscyplina naukowa w obrębie nauk geograficznych redefiniująca i rozwijająca dotychczasowe, uznane i przyjęte koncepcje, teorie i poglądy nauk geograficznych w kategoriach informatycznych, dających nowe możliwości interpretacyjne.

## Definicje systemów informacji geograficznej, będących podstawą metodyczną geoinformacji
- 1979 – Ken J. Duecker: Zestaw systemów informacji, w którym baza danych składa się z obserwacji o cechach, działalnościach i zdarzeniach rozlokowanych przestrzennie, które są definiowane w przestrzeni jako punkty, linie i obszary. System informacji geograficznej przetwarza dane o tych punktach, liniach i obszarach dla uzyskania odpowiedzi na pytania i w celu przeprowadzenia analiz przestrzennych.
- 1981 – V.M. Ozemoy, D.R. Smith, A. Sicherman: Zautomatyzowany zbiór funkcji, który zapewnia fachowcom z zaawansowanymi możliwościami przechowywanie, odzyskiwanie, obróbkę i prezentację danych zlokalizowanych geograficznie.
- 1986 – Peter A. Borrough: Zbiór skutecznych narzędzi służących do zbierania, gromadzenia, swobodnego dostępu, przetwarzania i prezentacji danych przestrzennych o świecie rzeczywistym.
- 1987 – T.R. Smith, S. Menon, J.L. Starr, J.E. Estes: System bazy danych, w którym większość danych jest przestrzennie zindeksowana i w którym działa zestaw procedur, żeby odpowiadać na pytania o obiektach przestrzennych w bazie danych.
- 1988 – H.D. Parker: Technologia informacji, która przechowuje, analizuje i prezentuje zarówno dane przestrzenne, jak i nieprzestrzenne.
- 1988 – David J. Cowen: System wspomagania decyzji związany z interaktywnym przetwarzaniem danych przestrzennych w celu rozwiązywania problemów.
- 1989 – Stan Aronoff: Każdy zestaw ręcznych lub komputerowych procedur używany do przechowywania i obróbki danych odniesionych geograficznie.
- 1990 – Jerzy Gaździcki: System informacji przestrzennej - system pozyskiwania, przetwarzania i udostępniania danych, w którym zawarte są informacje przestrzenne i towarzyszące im informacje opisowe o obiektach. Jeśli dane odniesione są do środowiska geograficznego – system informacji geograficznej.
- 1994 - Zbigniew Zwoliński: System Informacji Geograficznej to zinstytucjonalizowana technologia informacji, która składa się z narzędzi, umożliwiających zbieranie i przechowywanie oraz dowolne odzyskiwanie, przetwarzanie i prezentowanie danych przestrzennych i nieprzestrzennych o świecie rzeczywistym umiejscowionych geograficznie oraz z procedur, dających odpowiedzi na stawiane pytania o interesujących użytkownika obiektach w systemie baz danych.
- 1998 – Menno-Jan Kraak, Ferjan Ormeling: Komputerowy system informacji służący do wprowadzania, gromadzenia, przetwarzania oraz przedstawiania danych przestrzennych, którego podstawową funkcją jest wspomaganie decyzji.
- 2011 – David J. Maguire: Zintegrowany sieciowo zestaw sprzętu komputerowego, oprogramowania, danych, metod badawczych i specjalistów, które to elementy działają w kontekście instytucjonalnym.